# Газовик (Богородчани)
Футбольний клуб «Газовик» (Богородчани) або просто «Газовик»  — аматорський український футбольний клуб з смт Богородчани Івано-Франківської області. Виступав в аматорському кубку України 2013 року.

## Хронолонія назв
- 1980—1991: «Маяк» (Богородчани)
- 1991—1997: «Дружба» (Богородчани)
- 1997—2002: «Богородчани» (Богородчани)
- 2002—2003: «Газовик» (Богородчани)
- 2003—2004: «Бистриця» (Богородчани)
- 2004—...: «Газовик» (Богородчани)

## Історія
Футбольна команда у Богородчанах існувала ще в другій половині 1920-х років, на той час вона була інтернаціональною. Через деякий час українські футболісти вирішили заснувати окрему команду «Сокіл», яка виступала в змаганнях під егідою Українського спортового союзу.
По завершенні Другої світової війни Богородчани представляла команда «Спартак», проте з часом вона занепала й припинила існування. У 1980-х роках до Богородчан переїжджає «Маяк» з селища Підгір'я. Згодом команда змінила назву на «Дружба». У 1991 році богородчанська команда вперше в своїй історі виборола бронзові нагороди чемпіонату Івано-Франківської області. Цей успіх богоролчанський колектив повтори ще двічі — у 1994 і 1997 роках. Після цього «Газовик» був міцним середняком обласного чемпіонату, найвищим досягненням в якому на початку XXI століття стало 5-е місце (2002, 2009 і 2011).
У 2013 році «Газовик» завоював кубок області, обігравши в фіналі з рахунком 5:1 ФК «Турка»
В останні роки виступає в районних змаганнях. У 2015 році виграв чемпіонат Богородчанського району.

## Досягнення
- / Кубок Івано-Франківської області
  -  Володар (2): 1983[3], 2013[5]

- Чемпіонат Івано-Франківської області
  -  Бронзовий призер (3): 1991, 1994, 1997[3]

- Чемпіонат Богородчанського району
  -  Чемпіон (1): 2015[1]

## Відомі гравці
До списку потрапили гравці, про яких написані статті в українській Вікіпедії
- Богдан Дебенко
- Володимир Боришкевич
- Роман Вірстюк
- Іванишин Юрій Ярославович
- Андрій Канюк
- Олександр Микуляк[4]
- Ігор Нагірний
- Андрій Соколенко
- Роман Стоцький

## Відомі тренери
- Олександр Микуляк[4]